# Kyjovice (okres Opava)
Obec Kyjovice se nachází v okrese Opava v Moravskoslezském kraji. Žije zde 849 obyvatel.
Ve vzdálenosti 8 km jižně leží město Bílovec, 13 km severovýchodně město Hlučín a 13 km jižně město Studénka, krajské město Ostrava (sídliště Poruba) se nachází 7 km východně.

## Historie
Kyjovice byly založeny pravděpodobně kolem roku 1290 premonstrátským opatem Budišem. Olomoučtí premonstráti dostali zdejší uzemní darem a zakládali zde vesnice například Těškovice, Budišovice. První písemná zmínka o obci pochází z roku 1430, kdy je zapsán v zemských deskách Opavského knížectví jako vlastník Václav Fakl z Čochendorfu. Jeho syn Alexandr Falkl roku 1496 přenechal svůj díl - Kyjovice, Těškovice, Výškovice a Žebrákov svému bratru Mikuláši.  V roce 1529 se stali Kyjovice majetkem Kryštofa Tvorkovského z Kravař, v roce 1548 jej získal Mikuláš Pražma z Bílková a v roce 1656 získal rod Kalkreuthů. Obec byla během druhé světové války osvobozena Rudou armádou 29. dubna 1945.

## Pamětihodnosti
- Zámek Kyjovice (dnes využíván jako domov pro seniory)

## Zajímavosti
V Kyjovicích se narodila v rodině řídícího učitele Josefa Salicha a v obci prožila své dětství Helena Salichová (25. dubna 1895 Kyjovice - 2. července 1975 Ostrava), malířka, grafička, ilustrátorka, sběratelka lidových písní z Kyjovic a okolí a spisovatelka. Její knížka Ze starých časů, která vyšla v roce 1947 v nakladatelství Vyšehrad, je věnována historii a zvykům zejména Kyjovic a Slezska.
V letech 1988 a 1989 se zde natáčel český komediální sedmidílný seriál U nás doma (Jaroslav Dudek), ve kterém bylo obsazení i některými občany Kyjovic.